# Paralastor insularis
Paralastor insularis är en stekelart som först beskrevs av Henri Saussure 1856.  Paralastor insularis ingår i släktet Paralastor och familjen Eumenidae. Inga underarter finns listade i Catalogue of Life.